# 정소영 (성우)
정소영(1970년 4월 29일 ~ )은 대한민국의 성우이다. 1993년 MBC 11기 공채 성우로 데뷔하였다.

## 주요 출연작

### TV 애니메이션
- 투 러브 트러블 (애니박스) - 라라 사탈린 데빌루크
- 강철의 연금술사 (애니원/애니박스) - 윈리 록벨, 그레이시아 휴즈
- 기동전사 건담 SEED (애니원) - 카가리 유라 아스하
- 데스노트 (애니원/애니박스) - 아마네 미사
- 방가방가 햄토리 (SBS) - 랑순이, 미니미니
- 블리치 (투니버스, 애니맥스) - 이노우에 오리히메
- 빨간망토 차차 (MBC) - 칭칭, 엘리자베스
- 십이국기 (애니원) - 타이키 코우리
- 에어 (애니맥스) - 미치루, 야오비쿠니
- 케이온! (애니맥스) - 코토부키 츠무기
- 학원 앨리스 (투니버스) - 정환희 (토비타 유우)
- 허니와 클로버 (애니맥스) - 야마다 아유미
- 듀얼 마스터즈 (SBS)
- 마탐정 로키 라그나로크 (애니원) - 아야노
- 스크라이드 (애니원) - 유미
- 풀 메탈 패닉! (애니원) - 테레사 테스타롯사, 쿠르츠 웨버의 암 슬레이브 AI
- 쪽빛보다 푸르게 (애니원) - 미유키 마유
- 헌터X헌터 (애니원) - 네온 노스트라드
  - 헌터X헌터 OVA (애니박스) - 네온
- 라제폰 (챔프) - 메구미, 캐시
- 반드레드 (챔프) - 디타
- 벼리의 시간여행 (MBC)
- 꽃의 천사 메리벨 (MBC)
- 키라메키 프로젝트 (애니박스) - 네네, 시마다 부장의 비서
- 건담 08MS소대 (애니박스) - 키키, 네비게이터, 비서
  - 건담 08MS소대 밀러스 리포트 (애니박스) - 키키
  - 건담 08MS소대 라스트 리조트 (애니박스) - 키키
- 해피 럭키 깜짝맨 (카툰네트워크) - 디아나
- 웨이사이드 (니켈로디언) - 쥬얼스 선생님
- 명탐정 코난 (투니버스) -노지혜 , 로즈
- 동화 속 과학탐험 (SBS)
- 내사랑 뚱 1,2 (MBC)
- 헌터X헌터 리메이크 (애니맥스) - 샤르나크, 센리츠
- 프리티 리듬 오로라 드림 (카툰네트워크) - 세레나데
- 핑크팬더 (MBC)
- 싸커보이 토토 (MBC) - 황방소홍
- 타스의 풀이풀이 사자성어 (MBC)
- 바다의 금동이 (MBC)
- 심쿵! 프리큐어 (대원방송) - 마나(아이다 마나) / 큐어 하트
- 내친구 마카다 (MBC)

### 극장용 애니
- 강철의 연금술사 극장판 (애니박스) - 윈리 록벨, 로제, 하숙집 여주인
- 엑스 극장판 (애니박스) - 모노우 코토리
- 유희왕 극장판 : 빛의 피라미드 - 매지션 걸
- R.O.D (애니원) - 요미코
- 더 무비 케이온 - 무기
- 프리큐어 뉴스테이지2 마음의 친구 - 마나 / 큐어하트

### 외화(영화/드라마)
- 그랑 블루 (SBS)
- 네프 므와 (MBC)
- 도망자 (MBC)
- 미지의 코드 (SBS)
- 사랑과 영혼 (SBS)
- 삼형제와 상속자 (SBS) - 미카엘
- 세 남자와 아기 바구니: 18년 후 (SBS)
- 아라비아의 로렌스 그 후의 이야기 (MBC)
- 아웃브레이크 (SBS) - 루이즈(수잔 리 호프만)
- 어쌔신 (SBS)
- 이터널 선샤인 (SBS) - 메리(커스틴 던스트)
- 종횡사해 (MBC) - 어린 쉐리(당녕)
- 테이킹 라이브즈 (SBS) - 부검의(마리조제 크로즈)
- 팜프파탈 (SBS) - 베로니카(리 라스무센)
- 퍼펙트 스트레인저 (SBS) - 안드레아(매들린 사미)

### 게임
- 에어라이더 - 우니
- 회색도시 - 문현아 / 박재분 / 홍설희
- 1994 로봇킹
- 영웅
- 바이오하자드: 타임 크라이시스 - 레이첼 맥퍼슨
- 큐라레 마법도서관 OST
- 세븐나이츠
- 팬텀스트라이크

### 노래
데스노트
- 미사의 노래 (25화 삽입곡)

### 방송
- 사랑의 가족 (KBS)
- 희망릴레이 우리는 한가족 (KBS)
- 함께가요 희망세상 (국회방송)

### 드라마CD
- 나와 그녀와 그녀와 그녀의 건전하지 못한 관계 - 한가련